# Hypertermofil

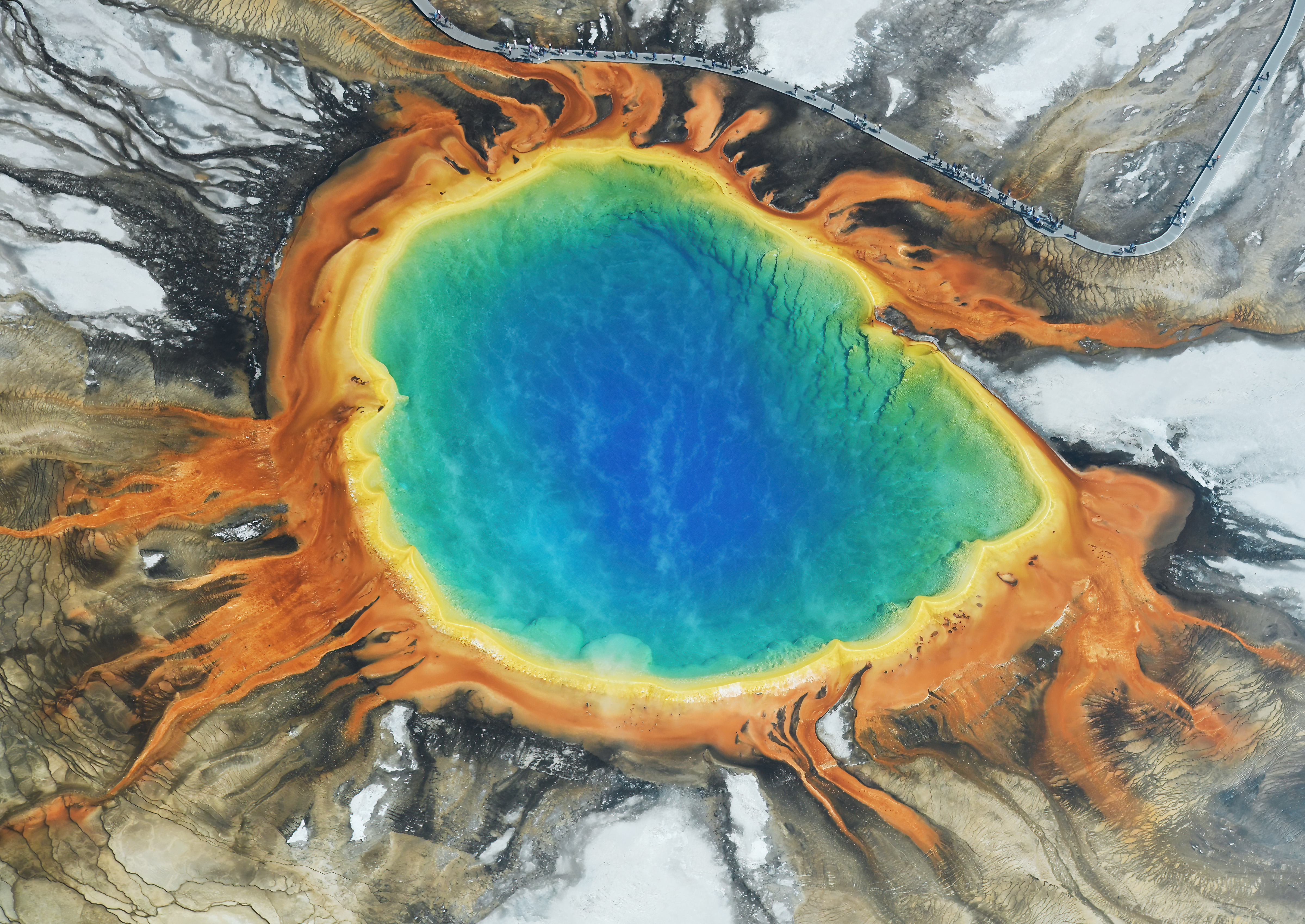
Za některé pestré barvy v tomto horkém jezírku v Yellowstonském národním parku jsou zodpovědní právě hypertermofilové

Hypertermofil je organismus, který žije v extrémně horkém prostředí, zpravidla o teplotě vyšší než 60 °C a optimální teplota pro něj leží nad 80 °C. Hypertermofilové jsou extrémní případ termofilů. Zástupci (mikroskopické velikosti) patří především do domén Archaea a Bacteria. Někteří hypertermofilové jsou schopni přežít i další extrémy životního prostředí, například vysokou kyselost či radiaci.
Rekord drží hypertermofilní archebakterie nazvaná „Strain 121“, která se bujně množila i při teplotě 121 °C a Methanopyrus kandleri, množící se při teplotě 122 °C.
Hypertermofilové byli objeveni v 60. letech 20. století v Yellowstonském národním parku.

## Zástupci
- Pyrolobus fumarii
- Methanopyrus kandleri
- Pyrococcus furiosus
- Geothermobacterium ferrireducens
- Aquifex aeolicus